# Jean-Michel Cohen
Pour les articles homonymes, voir Cohen.
Jean-Michel Cohen, né le 22 mai 1956 à Oran (Algérie), est un nutritionniste, animateur de télévision et auteur français qui opère régulièrement dans les médias et sur internet.
Animateur de plusieurs émissions de télévision consacrées à la malnutrition, à la santé et au bien-être, il est directeur de la collection du savoir chez Flammarion et auteur de très nombreux ouvrages sur l'alimentation et la nutrition.
Il ne peut plus prétendre être médecin à la suite de sa demande de radiation à L'Ordre des médecins pour « convenances personnelles » en décembre 2020.
Il avait déjà été condamné à deux ans d'interdiction d'exercice de la médecine en novembre 2015, à la suite d'une collaboration commerciale avec le site internet "Savoir maigrir".

## Biographie
Après avoir rédigé sa thèse en 1983 à l'université Paris-Diderot sous le titre Les obésités post-grossesse et l'hyperplasie du tissu adipeux [réf. souhaitée], Jean-Michel Cohen a écrit plusieurs ouvrages concernant la nutrition.
De 1982 à 1986, il a été consultant pour les laboratoires Braun-Bruneau où il a développé le principe de solutés hyper-protéinés dans les situations de dénutrition gravissimes[réf. souhaitée]. Dans les années 2000, il a écrit plusieurs ouvrages dont Savoir maigrir, Au bonheur de maigrir, Bien manger en famille ainsi que Savoir manger : le guide des aliments en collaboration avec Patrick Serog. Les débats sur la composition des aliments et leur étiquetage s'inspirent en général largement de leurs propositions et constatations[réf. souhaitée].
J.-M. Cohen a été auditionné comme expert dans les années 1990 par Anne de Danne au titre de la commission de réflexion sur l'obésité mandaté par le président de la République[réf. souhaitée].
Il est le premier à avoir introduit en France l'utilisation de solutions de perfusion à base de triglycérides à chaînes moyennes pour l'alimentation artificielle en réanimation. Il a d'ailleurs créé en 1986 un des premiers centre de consultation polydisciplinaire en région parisienne.
Il est animateur dans plusieurs émissions de télévision consacrées aux problèmes de malnutrition, de santé et bien-être et chroniqueur de l'émission Seriez-vous un bon expert ? sur France 2 aux côtés de Julien Courbet.
De 2012 jusqu'à la disparition de la chaine, il coanime également aux côtés d'Eléonore Boccara l'émission de nutrition L’Équilibre est Dans l’Assiette, sur MCS Bien-être.
Il a animé aux côtés de Nathalie Vincent, puis de Caroline Ithurbide, la quotidienne Mon bien-être sur la chaîne de télévision Direct 8 entre avril 2011 et 2012.
Il est également élu de Boulogne-Billancourt depuis 1995, où il fut maire-adjoint aux sports, puis conseiller municipal depuis 2008, élu sur la liste DVD « Unis pour Boulogne-Billancourt » conduite par l'ancien maire Jean-Pierre Fourcade.

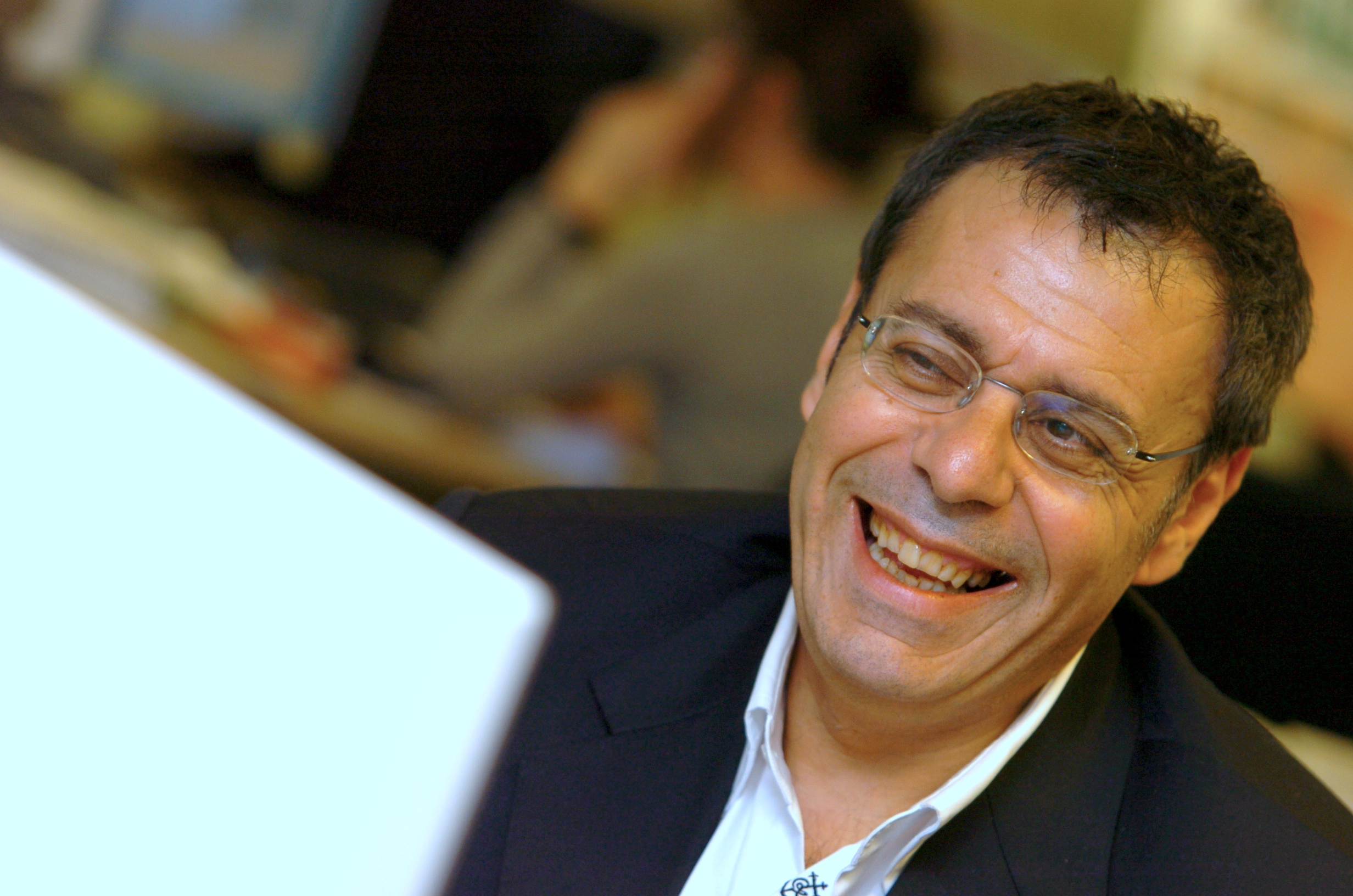
Jean-Michel Cohen, le 26 mars 2008 à Paris.

Très médiatique, il est parfois contesté par ses pairs pour son franc parler. L'Anses (Agence nationale de sécurité sanitaire) dans son rapport sur l'Évaluation des risques liés aux pratiques alimentaires d’amaigrissement publié en 2010 considère que le régime qu'il préconise ne couvre pas les apports nécessaires, notamment en sélénium et a un apport en sodium supérieur aux recommandations de l'OMS.
En 2011, il a été poursuivi au tribunal par le docteur Pierre Dukan pour avoir dénoncé une technique de régime dangereuse ; le docteur Pierre Dukan a perdu son procès et a été condamné à 3 000 € d'amende pour procédure abusive. Cependant à la suite de cette plainte, l'interdiction totale de publicité pour les médecins et dentistes français n'est pas considérée conforme au droit européen, selon une décision du 6 novembre 2019 du Conseil d'État qui vise à « contraindre » le gouvernement « de procéder à l'abrogation » de cette règle « devenue illégale ».
En 2013, il surprend la communauté végétalienne en déclarant lors d'une assemblée du magazine Marianne, et à laquelle participe Aymeric Caron, que régimes végétarien et végétalien sont viables pour la santé. Il évoque même une étude qui a prouvé que les végétariens ont une espérance de vie plus longue. Pourtant en 2014, il explique au cours d'une émission sur Canal+ que le régime végétalien (non pas végétarien) mal organisé peut apporter des carences et qu'il peut donc être néfaste pour certaines personnes si ce régime est mal géré.
En 2015, l'ordre des médecins lui interdit d’exercer la médecine pendant deux ans, dont un an avec sursis, pour avoir contrevenu à l’obligation de s’abstenir de tout procédé publicitaire et à l’interdiction de pratiquer la médecine comme un commerce. Le nutritionniste a déposé un recours devant le Conseil d'État. Le 27 juin, le Conseil d’État a suspendu cette décision à sa demande et en mars 2017, il la confirme en l'assortissant d'une amende de 2 000 euros à verser au Conseil national de l'ordre des médecins au titre des frais engagés,. Depuis la cour européenne des droits de l'homme a suspendu cette décision en attente d'un examen auprès de la grande chambre[réf. nécessaire].
Lors des élections législatives de 2017, il est le suppléant du candidat LR-UDI Thierry Solère dans la 9e circonscription des Hauts-de-Seine, qui l'emporte.
Entre 2018 et 2020 il est chroniqueur dans C’est que de la télé sur C8. En 2019, il présente en première partie de soirée sur la même chaîne La vérité si je mange avec Valérie Bénaïm.

## Collaborations avec l'industrie agro-alimentaire
Jean-Michel Cohen a collaboré avec le site savoirreduiresoncholesterol.com, propriété du groupe Danone. Il est intervenu aux côtés de la fondation Nestlé France lors d'une interview.
Il a été également membre du comité scientifique du Global Stevia Institute, émanation de la co-entreprise entre les sociétés Purecircle et Tereos, visant à promouvoir l'usage des édulcorants extraits de Stevia.

## Publications
- Savoir maigrir, Flammarion, 2002
- Au bonheur de maigrir, Flammarion, 2003
- Savoir manger : le guide des aliments, avec le Dr Patrick Serog, Flammarion, 2006 ; réédité en 2008 et 2010;
- Bien manger en famille, Flammarion, 2005
- Maigrir le grand mensonge, 2007
- Le Roman des régimes, Flammarion, 2008
- Il n'y a pas d'âge pour séduire Flammarion, 2008
- La Vérité sur nos aliments, Flammarion, 2011
- Bon !, Flammarion, 2011  (ISBN 978-2081254169) (coécrit avec Thierry Marx)
- Objectif minceur, Flammarion
- Les Carnets du docteur Jean-Michel Cohen, 2012-2013
- 250 aliments santé et minceur, Flammarion, 2013
- Osez la gourmandise, Prisma, 2013
- J'ai décidé de maigrir, Flammarion, 2014
- Guide d'achat pour bien manger - 500 produits décryptés, First Éditions, 2015
- Guide d'achat pour bien manger 2, First, 2016
- Qu'est ce qu'on attend pour vivre mieux, First, 2017
- Compléments alimentaires, faites le bon choix !, First, 2024

## Sa méthode
Dans son ouvrage Savoir maigrir, Jean-Michel Cohen utilise les techniques de rééquilibrage alimentaire avec 3 régimes :
- confort à 1 400 kcal/jour[18],
- semi-rapide à 1 200 kcal/jour,
- rapide à 900 kcal/jour,
- spécial hommes, dit aussi « de stabilisation » à 1 600 kcal/jour.

Pour lui, obèses et personnes en surpoids doivent maigrir lentement et selon leurs propres objectifs. Il propose une solution spécifique selon les profils, les goûts, les intolérances et allergies alimentaires divers. Il est nécessaire que la perte de poids soit lente mais régulière afin d'éviter toute frustration car, au-delà de l'objectif de perdre un certain nombre de kilos, le secret d'une silhouette qui satisfait réside dans le fait que chacun doit comprendre qu'il a grossi à cause de mauvaises habitudes et doit chercher à changer ses mauvaises habitudes alimentaires. L'important n'est pas le régime, mais la découverte des failles de son alimentation et de s'appliquer à les changer en adaptant une hygiène de vie, un avenir repensé, un rééquilibrage alimentaire de fonds et une rééducation alimentaire.
Les six étapes principales du régime Savoir maigrir :
1. éliminer son stress ;
2. savoir déchiffrer les étiquettes des produits ;
3. intégrer le régime à sa vie quotidienne ;
4. apprendre à cuisiner les aliments ;
5. exercer une activité sportive ;
6. stabiliser son poids sur le long terme.

Pour l'instant Savoir maigrir sur internet (l'adaptation de son ouvrage) déroule la méthode des 1 600, 1 400, 1 200 et des 900 calories avec un suivi personnalisé et interactif grâce à une plateforme mise en place par l'éditeur Anxa Limited.
Jean-Michel Cohen est une marque déposée par Jean-Michel Cohen.

## Décoration
- Chevalier de l'ordre national du Mérite remise par le ministre de la santé en 2002.